# Кувалашва
Кувалашва (санскр. कुवलयाश्व) — царь в индуистской мифологии, потомок Икшваку из Солнечной династии. Сын Брихадашвы. Правил в царстве Кошала в столице, городе Айодхья. Также получил прозвище Дундумара, потому что ему удалось победить ракшаса Дунду.
В нескольких книгах описана история его жизни, наиболее полный вариант содержится в Пуранах.

## Предание
В Брахма-пуране сказано, что сразу после того, как Брихадашва решил уйти в отставку и передал свою власть Кувалашве, риши Утангка пришёл к Брихадашве, чтобы попросить о помощи. Мудрец был обеспокоен ракшасом по имени Дунду. Великан жил под песком на берегу, где мудрец медитировал. Выдох, вызванный гигантом, был настолько сильным, что мог вызвать землетрясение и разнести песчаную пыль, которая закрыла бы солнечный свет. Брихадашва отказался помочь риши, потому что считал себя старым и собирался начать жить в лесу отшельником. Он приказал своему сыну, только что взошедшему на трон, а именно Кувалашве, помочь мудрецу.
Вместе с сотней своих сыновей Кувалашва пришел к берегу, где жил Дунду. Прибыв на пляж, Кувалашва приказал своим сыновьям копать до самой глубины песка, чтобы найти великана. Рассердившись на сыновей Кувалашвы, великан рассердился и начал бой, убив почти всех. Выжили только трое сыновей Кувалашвы, а именно Дредшва, Чандрашва и Капилашва. После ожесточенной битвы Кувалашве удалось убить Дунду, за что он получил прозвище Дундумара. В благодарность за исполнение прозьбы даже такой ценой риши Утангка благословил павших сыновей Кувалашвы, чтобы они смогли достичь Сварги.
Кувалашва правил царством Кошала, пока ему не наследовал его сын Дредашва. От Дредашвы произошли дальнейшие цари Солнечной династии, известные в индуистской мифологии, в том числе: Тришанкку (Сатьябрата), Харишчандра, Сагара, Бхагиратха, Рагху, Дашаратха, Рама и Будда.